# Ilulissat Lokalområde
Ilulissat Lokalområde er et område i Vestgrønland der har byen Ilulissat som hovedby. Området var tidligere en kommune ved navn Ilulissat Kommune der ved kommunesammenlægningen den 1. januar 2009 blev en del af Qaasuitsup Kommune.  Qaasuitsup Kommune blev den 1. januar 2018 delt op i Avannaata Kommune og Qeqertalik Kommune. Avannaata Kommunes rådhus ligger i Ilulissat.

## Byer og bygder i Ilulissat Lokalområde
- Ilulissat (da.: Jakobshavn)
- Ilimanaq (da.: Claushavn)
- Oqaatsut (da.: Rodebay)
- Qeqertaq
- Saqqaq